# 小松沙季
小松 沙季（こまつ さき、1994年10月1日 - ）は、日本のパラ陸上競技（やり投・クラスF54）選手。元バレーボール選手、パラカヌー選手。電通デジタル所属。

## 来歴
高知県四万十市出身。小学2年生でバレーボールを始める。
高知中央高等学校では春高バレーに2回（2010年・2011年）出場、2012年にはさくらバレー（全国私立高等学校選手権大会）でベスト8を経験した。
大阪学院大学4年生の2016年にV・チャレンジリーグIIのブレス浜松の内定選手となり、卒業後の2017年に入団。リベロ登録であったが、2017-18シーズンにはアウトサイドヒッターとしても出場を記録した。2018年に退団し現役引退。大阪府でフリーのバレーボール指導者として活動を始めた。
2019年6月、体調を崩し入院。両足と左手に麻痺が残り、車椅子生活となった。
2020年6月に退院。リハビリを行う中でパラスポーツ関係者から「測定会」に誘われ、12月に参加。実際には選手発掘事業であり、複数の競技団体から勧誘を受け、地元高知県で行われているパラカヌーを選択した。
2021年3月、本格的に練習を開始。5月に行われたワールドカップで5位となり、東京パラリンピックの出場が内定。競技開始から半年での出場となった東京オリンピックでは準決勝に進出した。
2024年、アジアパラカヌー選手権で2位、世界選手権で9位となり2024年パリパラリンピック出場が内定した。同年9月6日に行われた予選に出場予定であったが棄権となった。2025年のインタビューで車いす生活の中でてんかんに罹患しており、当日朝に体調が優れないことから、水上での発作のリスクを考えドクターストップとなったことを明かした。
2025年4月、やり投への競技変更を発表。

## 所属チーム
- 高知中央高等学校（2010-2013年）
- 大阪学院大学（2013-2017年）
- ブレス浜松（2017-2018年）

## 主な戦績
- 2021年
  - 3月 - パラカヌー海外派遣選手選考会 2位
  - 5月 - パラカヌーワールドカップ 5位
  - 9月 - 東京パラリンピック 10位
- 2024年
  - 4月 - アジアパラカヌー選手権 2位
  - 5月 - パラカヌー世界選手権 9位
  - 9月 - パリパラリンピック 棄権